# نيكولاي باسوف
نيكولاي باسوف  (بالروسية: Никола́й Ба́сов) (14 ديسمبر 1922 - 1 يوليو 2001) هو عالم فيزيائي روسي حاز جائزة نوبل للفيزياء عام 1964 عن أبحاثه في مجال الإلكترونيات الكمومية التي أدت إلى اختراع الليزر والمايزر maser. وقد اشترك معه في هذه الجائزة العالم الروسي الكسندر بروخروف والعالم الأمريكي شارلز تاونز، كما حاز جائزة كالينغا لتبسيط العلوم مناصفة مع الكندي ديفيد سوزوكي سنة 1986.

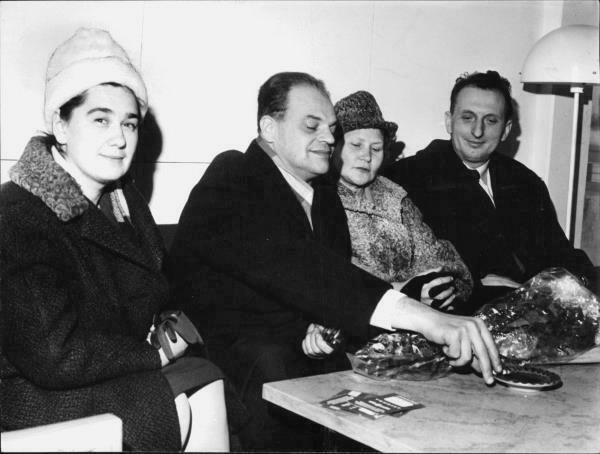
باسوف وبروخوروف مع زوجاتهما في ستوكهولم عام 1964

## روابط خارجية
- نيكولاي باسوف على موقع الموسوعة البريطانية (الإنجليزية)
- نيكولاي باسوف على موقع مونزينجر (الألمانية)
- نيكولاي باسوف على موقع إن إن دي بي (الإنجليزية)